# Роман Чорній
Рома́н Чорні́й (1905–1940) — український митець — графік, ілюстратор, живописець.

## З життєпису
Роман Чорній навчався в художньо-промисловій школі, у Мистецькій школі Олекси Новаківського у 1924—1929 роках. Брав участь у виставках майстерні Новаківського у 1926, 1928, 1929 разом з Володимиром Іванюхом, Михайлом Морозом, Григорієм Смольським, Олексієм Друченком, Степаном Луциком, Святославом Гординським. Член об'єднань АНУМ, «Руб». Виставляв свої роботи на виставках цих мистецьких груп. Працював у редколегії альманаху «Карби» (1933). Співробітник сатиричнних журналів «Зиз», «Комар», ілюстрував обкладинки різних періодичних видань у Львові, зокрема націоналістичного видання «Дешева книжка», їхніх календарів, журналів та книжок. Олійні роботи носять риси символізму.
Відомі сатиричні твори «Львівська богема» (1929), «Новаківці» (1929), «Мистецький базар» (1932), «У майстерні» (1937).
Роман Чорній виконав численні шаржі на колег-мистців І. Іванюха, О. Плешкан, С. Гординського, Г. Смольського, М. Мороза, А. Луцика, та свого вчителя О. Новаківського. Створив обкладинки часопису «Вогні» (1933), «Енеїди» І. Котляревського, оформлював двотижневик «Назустріч» та ін.
Учасник Ретроспективної виставки українського мистецтва (1935), виставки сучасних українських художників (1940). Вражає продуктивність та стилістична цілісність робіт Романа Чорнія протягом його короткого життя. Багата спадщина його книжково-журнальної графіки розпорошена по старих книгозбірнях, значною мірою загублена. Окремі твори зберігаються у приватних колекціях.
Після окупації радянськими військами Львова потрапив до рук енкаведистів. Загинув у 1940 або 1941 році.
Мистецтвознавець Роман Яців зібрав та описав легендарну творчість митця у 180-сторінковому дослідженні, фактично вивівши постать митця з тривалого забуття.